# Idaea triangularia
Idaea triangularia är en fjärilsart som beskrevs av Achille Guenée 1858. Idaea triangularia ingår i släktet Idaea och familjen mätare. Inga underarter finns listade i Catalogue of Life.